# أفتاب غلام نبي قاضي
أفتاب غلام نبي قاضي (الأردية: آفتاب غلام نبی قاضی؛ 6 نوفمبر 1919 - 9 أغسطس 2016)، والمعروف اختصارًا أيضًا باسم AGN Kazi ، كان موظفًا مدنيًا باكستانيًا وبيروقراطيًا خلال الحرب الباردة وخلال فترة ما بعد الحرب الباردة. ولد قاضي في السند، رئاسة بومباي، في عام 1919 لعائلة أكاديمية. بدأ حياته المهنية في الخدمة المدنية الهندية في عام 1944 وشغل منصب نائب مفوض بيهار وأوريسا. بعد تقسيم الهند، هاجر قاضي إلى باكستان وانضم إلى حكومة إقليم السند، وشغل مناصب مثل وزير المالية وسكرتير حاكم السند.
في أوائل ستينيات القرن الماضي، شغل قاضي منصب وزير الاقتصاد في سفارة باكستان لدى الولايات المتحدة الأمريكية. وبعد فترة وجيزة قضاها أمينًا عامًا إضافيًا لغرب باكستان، عُيّن رئيسًا لهيئة تنمية المياه والطاقة. وفي هذا المنصب، كان مسؤولاً عن إنجاز مشروع سد مانجلا. في مارس 1969، عُيّن وزيرًا للصناعات والموارد الطبيعية، ثم بعد عام أصبح وزيرًا للمالية، وهو منصب شغله لأكثر من ثلاث سنوات حتى ترقيته إلى منصب الأمين العام.
بعد صراع السلطة الذي أشعلته الانتخابات العامة للجنرال يحيى خان، أصبح ذو الفقار على بوتو الزعيم الجديد لباكستان. في عام 1973، أصبح قاضي أمينًا عامًا للتنسيق المالي والاقتصادي. وعندما أصبح غلام إسحاق خان وزيرًا للمالية، عُيّن قاضي مستشارًا اقتصاديًا للرئيس في يوليو 1977. في عام 1978، عُيّن قاضي محافظًا لمصرف دولة باكستان حتى عام 1986. تميّز مصرف باكستان في عهد قاضي بانضباط مالي ممتاز في القطاع المصرفي، إلى جانب علاقات جيدة مع الحكومة الفيدرالية.

## الحياة المبكرة والتعليم
وُلِد قاضي في عائلة سندية من الطبقة العاملة تتكون من والده خان بهادور غلام نبي قاضي، وهو عالم تربوي، وشقيقه بشير غلام نبي كازي الذي أصبح لاحقًا قاضيًا كبيرًا في محكمة السند العليا ولاحقًا في محكمة الشريعة الفيدرالية. تنحدر العائلة من السند، ورئاسة بومباي، والهند البريطانية. كان والده عالمًا تربويًا مخضرمًا في السند وقد منحته الحكومة البريطانية وسام الإمبراطورية البريطانية (MBE) لخدماته للإنسانية والتنمية الاجتماعية. أي شخص يقترح أن خان بهادر وحاصل على وسام الإمبراطورية البريطانية كان عضوًا في الطبقة المتوسطة أثناء الحكم الاستعماري البريطاني للهند يكون متواضعًا. كانت عائلته عضوًا في الطبقة الأرستقراطية الهندية. عند انفصال السند عن بومباي، تم تعيين خان بهادر غلام نبي قاضي أول مدير للتعليمات العامة في السند في عام 1936. تلقى قاضي تعليمه في جامشورو، السند، ثم ذهب لحضور الكاتدرائية ومدرسة جون كونون في عام 1930.